# Saint-Pierre-la-Palud
Saint-Pierre-la-Palud ist eine französische Gemeinde mit 2.586 Einwohnern (Stand: 1. Januar 2022) im Département Rhône in der Region Auvergne-Rhône-Alpes. Sie gehört zum Arrondissement Villefranche-sur-Saône und zum Kanton L’Arbresle. 

## Geographie
Saint-Pierre-la-Palud liegt etwa 17 Kilometer westnordwestlich von Lyon in der Landschaft Beaujolais und gehört zum Weinbaugebiet Coteaux du Lyonnais. An der südöstlichen Gemeindegrenze liegt der Col de la Luère mit 715 Metern, eine Erhebung in den Monts du Lyonnais.

### Nachbargemeinden
Umgeben wird Saint-Pierre-la-Palud von den Nachbargemeinden Sain-Bel im Norden und Nordwesten, Sourcieu-les-Mines im Norden und Nordosten, Pollionnay im Osten und Südosten sowie Chevinay im Süden und Westen.

## Geschichte
Als sich Frankreich im Zweiten Weltkrieg unter deutscher Besatzung befand, lebten in Croix-du-Ban bei Saint-Pierre-la-Palud viele polnische Bergarbeiter. Sie beteiligten sich an der Résistance.
Bis 1972 wurde in Saint-Pierre-la-Palud noch Pyrit abgebaut. Die Bergbaugeschichte ist im Musée de La Mine aufbereitet.

### Bevölkerungsentwicklung
| Jahr                       | 1962 | 1968 | 1975 | 1982 | 1990 | 1999 | 2006 | 2012 |
| Einwohner                  | 1472 | 1385 | 1233 | 1546 | 1804 | 1983 | 2184 | 2607 |
| Quellen: Cassini und INSEE |      |      |      |      |      |      |      |      |

## Sehenswürdigkeiten
|  |  |

- Schloss oder Villa La Pérollière
- Reste eines römischen Aquädukts